# Осман, Александр Викторович
Алекса́ндр Ви́кторович О́сман (укр. Олександр Вікторович Осман; 18 апреля 1996, Серпневое, Харьковская область) — украинский футболист, защитник одесского «Черноморца».

## Клубная карьера
Александр является воспитанником харьковского УФК С 2012 года он в системе «Металлиста». Его дебют в чемпионате страны состоялся 9 августа 2014 года в матче против донецкого «Шахтёра».

## Карьера в сборной
Александр выступал за юношеские и молодёжную сборные Украины

## Стиль игры
По стилю игры Александр схож с Олегом Лужным, только играющим на противоположном фланге обороны. Он быстр, настырен и неуступчив.